# Archilina subtilis
Archilina subtilis är en plattmaskart som först beskrevs av Karling, Mack-Fira och Dorjes 1972, och fick sitt nu gällande namn av Martens och Curini-galletti 1994. Archilina subtilis ingår i släktet Archilina och familjen Monocelididae. Inga underarter finns listade i Catalogue of Life.